# 117993 Zambujal
117993 Zambujal este o planetă minoră (asteroid), cu un diametru de 10,998 km, din centura de asteroizi. A fost descoperită pe 29 septembrie 1973 la Observatorul Palomar de Cornelis Johannes van Houten și a fost numită după Castro do Zambujal⁠(d). 
Obiectul prezintă o orbită caracterizată de o semiaxă mare de 4,0200638393914 UAi, o excentricitate de 0,27, o înclinație de 1,9 ° în raport cu ecliptica.